# 贵定桤叶树
贵定桤叶树（学名：Clethra cavaleriei）为桤叶树科桤叶树属下的一个种。

## 扩展阅读
- 維基物種上的相關：贵定桤叶树